# Тропа святого Олафа
Санкт Олафследен (швед. S:t Olavsleden) — паломнический маршрут, пролегающий между Селонгером, городом неподалёку от Сундсвалля в Швеции, и Нидаросским собором в норвежском Тронхейме. Санкт Олафследен был одним из главных средневековых паломнических путей в Нидарос. С 1970-х до 2012 года она называлась Миттнурденледен (швед. Mittnordenleden). После обновления и переименования Санкт Олафследен сегодня имеет длину 564 километров и простирается от побережья до побережья, от Ботнического залива до Атлантики через две страны и одиннадцать муниципалитетов.
Тропа отмечена символом святого Олафа, который отмечает все так называемые дороги святого Олафа, ведущие к Нидаросскому собору. Санкт Олафследен проходит через древний культурный ландшафт, в основном следуя дорогам и тропам, по которым перемещались паломники и другие путешественники того времени. Первые сто километров маршрут в основном пролегает вдоль реки Юнган, а в провинции Емтланд следует вдоль озёр Ревсундсшён и Стуршён, а также реки Индалсэльвен. Санкт Олафследен пересекает Скандинавские горы по так называемой Скальстюгувэген (региональная трасса 322), а в Норвегии проходит через сельскохозяйственный ландшафт около Тронхеймс-фьорда. Маршрут также подходит для велосипедистов, так как не содержит больших перепадов высоты.

## История
Сегодняшние знания о святом Олафе (Олаве) в большинстве своём были получены из свода саг «Круг земной», написанных исландским историком Снорри Стурлусоном, умершим в 1241.
Олаф Харальдссон родился в 995 году в Рингерике на юге Норвегии. В возрасте 12 лет он отправился в поход викингов, и прошло много лет, прежде чем он вернулся обратно на родину. Со временем Олаф стал умелым и опытным викингом, совершавшим длительные походы по Балтике и дальше до самой Испании.
16 октября 1013 года Олаф был крещен во французском Руане, и его значение для христианской церкви началось с этого крещения. В 1015 году Олаф снова стоял на норвежской земле, он поставил себе целью объединить Норвегию под своим господством, а также ввести христианство в качестве основной религии. В рамках этого плана он попытался заключить союз со шведским королем Олофом Шётконунгом, что, среди прочего, привело к браку с дочерью Олофа Астрид. В 1020 году Олаф Харальдссон был королем объединенной Норвегии, а в 1024 году было принято новое законодательство, основанное на христианском праве. Это законодательство оказало глубокое влияние на норвежское общество, поскольку было нацелено изменить старинные местные традиции. Это привело к усилению недовольства Олафом. Сопротивление росло, и в 1028 году Олаф был вынужден покинуть страну и отправиться в Новгород, где жила его невестка Ингегерда, вышедшая замуж за царя Ярослава. В течение почти двух лет Олаф находился в Новгороде, прежде чем принять решение вернуться в Норвегию и вернуть корону.
Согласно истории, записанной в 1680-х годах, в начале июля 1030 года, после нескольких лет изгнания, Олаф высадился на берег в той части прихода Селонгер, которая позже стала называться Порт Святого Олафа, и впервые упоминается в письменных источниках 1530-х годов, а в 17-м веке называется королевский порт или порт Селонгера. Король Олаф, должно быть, установил в гавани медный крест, который всё ещё стоял на своём месте за сорок лет до написания истории. Он отправился со своим войском в Норвегию, чтобы обратить страну в христианство и вернуть королевский трон. Поездка завершилась в Стиклестаде, где Олаф был убит в бою 29 июля. Почти сразу после его смерти стали распространяться слухи о святости Олафа. Чуть более года спустя — 3 августа 1031 года — тело было эксгумировано в присутствии епископа Гримкьялла. Епископ объявил Олафа святым, и его останки были перенесены в церковь святого Климента в Нидаросе, сегодняшнем Тронхейме. Строительство Нидаросского собора, погребальной церкви святого Олафа, началось в 1070 году, он был основан на том месте, где останки святого были захоронены после его гибели в Стиклестаде. Его могила стала привлекать паломников со всей Европы.
Несмотря на то, что эта история основана на устной традиции, в католическом прежде Норрланде сохранилось немало следов обширного культа святого Олафа, не в последнюю очередь в различных географических названиях, а также потому, что Порт святого Олафа является самым северным из названных в его честь.

## Порт святого Олофа
Порт святого Олофа был отправной точкой для самого важного транспортного пути между Норвегией и Швецией в средние века, и, согласно историку Нильсу Анлунду, он, возможно, использовался ещё в эпоху викингов. Исходя из богатых находок, обнаруженных в могиле хёвдинга в Хёгоме, расположенном в приходе Селонгер, торговля железом в направлении север-юг возможно происходила в порту Селонгера (в легкодоступном месте между морем и рекой Юнган) еще в шестом веке. Недалеко от гавани в Селонгере находятся руины средневековой церкви.

## Паломническая тропа: прошлое и настоящее
Нидарос и Нидаросский собор стали одними из важнейших мест паломничества христианского мира, наряду с Иерусалимом, Римом и Сантьяго-де-Компостела. Множество паломников со всего христианского мира ежегодно посещало Нидарос. Однако в связи с Реформацией их число уменьшилось, и в 1544 году паломничество в Швеции было запрещено.
Тем не менее, память о походе Олафа из Селонгера в Тронхейм жива и по сей день. Вдоль тропы находится несколько источников святого Олафа, а в церквях можно встретить изображающие его средневековые скульптуры. Старая церковь в Оре была одним из известных мест для собраний, и одно время считалось, что Олаф похоронен именно здесь, где с 1300-х годов хранится деревянная скульптура Олафа в каролинской треуголке 1719 года вместо утраченной оригинальной короны. Во многих городах и деревнях улицы носят названия, связанные с Олафом или паломничеством, а в западной части муниципалитета Брэкке находится община Пилигримстад.
За прошедшие годы на уровне местного самоуправления были предприняты определённые меры по сохранению отдельных участков тропы святого Олафа. Перед празднованием 1000-летия города Тронхейм в 1997 году Хернёсандская епархия выступила с инициативой возрождения интереса к Санкт Олафследен, и те же цели преследовало сотрудничество окружной администрации Емтланда и Дней святого Олафа в Тронхейме в 2006 и 2007 гг. Эта работа была продолжена с 2011 г. так называемым объединением SÖT — сотрудничеством трех муниципалитетов: Сундсвалля, Эстерсунда и Тронхейма.
7 сентября 2013 года Санкт Олафследен был вновь официально открыт для туристов, что отмечалось службой в Нидаросском соборе.
Маршрут был воссоздан следующим образом: Селонгер — Туна — Стёде — Торп — Боргшё — Емткруген — Бреке — Еллё — Ревсунд — Пилгримстад — Брунфлу — Эстерсунд — Фрёсён — Альсен — Маттмар — Ерпен — Ундерсокер — Оре — Медстуган — Скальстуган — Суль — Стиклестад — Схьёрдал — Тронхейм.
В 2010 году тропа получила статус «Культурный маршрут Совета Европы».